# Hydropsyche marceus
Hydropsyche marceus is een fossiele soort schietmot uit de familie Hydropsychidae.